# Verbandsgemeinde Langenlonsheim-Stromberg

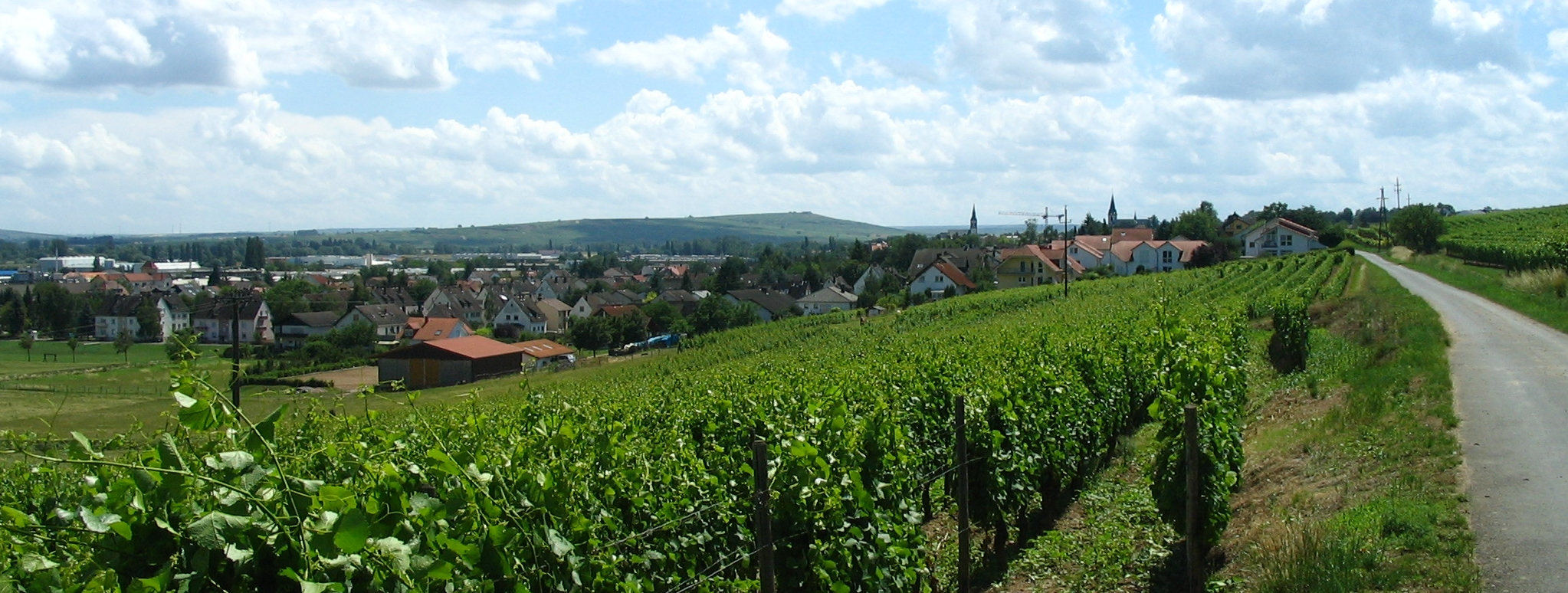
Ansicht Langenlonsheim von Osten, links fließt die Nahe

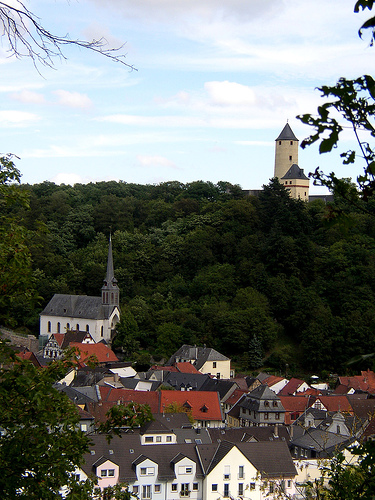
Stromberg/Hunsrück

Die Verbandsgemeinde Langenlonsheim-Stromberg ist eine rheinland-pfälzische Verbandsgemeinde im Landkreis Bad Kreuznach und entstand zum 1. Januar 2020 aus dem Zusammenschluss der Verbandsgemeinden Langenlonsheim und Stromberg.
Der neuen Verbandsgemeinde gehören insgesamt 17 Ortsgemeinden an.
Der Hauptsitz ist in der Gemeinde Langenlonsheim, in der Stadt Stromberg befinden sich ein Bürgerbüro und der Fachbereich Bauen sowie die Touristinformation.

## Verbandsangehörige Gemeinden
| Ortsgemeinde, Stadt         | Fläche (km²) | Einwohner |
| --------------------------- | ------------ | --------- |
| Bretzenheim                 | 5,81         | 2.752     |
| Daxweiler                   | 16,65        | 743       |
| Dörrebach                   | 13,14        | 724       |
| Dorsheim                    | 2,22         | 737       |
| Eckenroth                   | 1,08         | 235       |
| Guldental                   | 12,99        | 2.465     |
| Langenlonsheim              | 11,91        | 4.357     |
| Laubenheim                  | 3,34         | 833       |
| Roth                        | 0,82         | 285       |
| Rümmelsheim                 | 3,08         | 1.459     |
| Schöneberg                  | 7,13         | 616       |
| Schweppenhausen             | 3,05         | 901       |
| Seibersbach                 | 14,63        | 1.319     |
| Stromberg, Stadt            | 9,01         | 3.514     |
| Waldlaubersheim             | 8,05         | 884       |
| Warmsroth                   | 5,90         | 540       |
| Windesheim                  | 10,17        | 1.813     |
| VG Langenlonsheim-Stromberg | 128,98       | 24.177    |

(Einwohner am 31. Dezember 2024)

## Einwohnerentwicklung
| Verbandsgemeinde Langenlonsheim-Stromberg: Einwohnerzahlen von 2012 bis 2024                                                       | Verbandsgemeinde Langenlonsheim-Stromberg: Einwohnerzahlen von 2012 bis 2024 | Verbandsgemeinde Langenlonsheim-Stromberg: Einwohnerzahlen von 2012 bis 2024 | Verbandsgemeinde Langenlonsheim-Stromberg: Einwohnerzahlen von 2012 bis 2024 | Verbandsgemeinde Langenlonsheim-Stromberg: Einwohnerzahlen von 2012 bis 2024 |
| --- | ---------------------------------------------------------------------------- | ---------------------------------------------------------------------------- | ---------------------------------------------------------------------------- | ---------------------------------------------------------------------------- |
| Jahr |                                                                              |                                                                              |                                                                              | Einwohner                                                                    |
| 2012 | 2012                                                                         |                                                                              | 22.714                                                                       | 22.714                                                                       |
| 2015 | 2015                                                                         |                                                                              | 22.859                                                                       | 22.859                                                                       |
| 2020 | 2020                                                                         |                                                                              | 22.918                                                                       | 22.918                                                                       |
| 2024 | 2024                                                                         |                                                                              | 24.177                                                                       | 24.177                                                                       |
| Quelle(n): statistik.rlp.de Anmerkung(en): Die Entwicklung der Einwohnerzahl, bezogen auf das heutige Gebiet der Verbandsgemeinde. |                                                                              |                                                                              |                                                                              |                                                                              |

## Politik

### Verbandsgemeinderat
Der Verbandsgemeinderat Langenlonsheim-Stromberg besteht aus 36 ehrenamtlichen Ratsmitgliedern, die bei der Kommunalwahl am 9. Juni 2024 in einer personalisierten Verhältniswahl gewählt wurden, und dem hauptamtlichen Bürgermeister als Vorsitzendem.
Der erste Verbandsgemeinderat wurde aufgrund der Fusion am 22. März 2020 gewählt.
Die Sitzverteilung im Verbandsgemeinderat:
| Wahljahr | SPD | CDU | Grüne | AfD | FDP | FLLS a | Gesamt   |
| -------- | --- | --- | ----- | --- | --- | ------ | -------- |
| 2024     | 7   | 12  | 4     | –   | 3   | 10     | 36 Sitze |
| 2020     | 9   | 12  | 5     | 1   | 2   | 7      | 36 Sitze |

### Bürgermeister
Zum ersten Bürgermeister der Verbandsgemeinde Langenlonsheim-Stromberg wurde der bisherige Bürgermeister der Verbandsgemeinde Langenlonsheim und Beauftragte, Michael Cyfka (CDU), gewählt. Bei der Direktwahl am 22. März 2020 erreichte er einen Stimmenanteil von 56,87 %. Die Amtseinführung erfolgte am 29. April 2020.

### Wappen
Wappenbeschreibung:
„Geviert“, 1: in Schwarz hersehender, rotgezungter und -bewehrter silberner, doppelschwänziger Löwe, 2: in Gold schwebende blaue Burg auf blauem Berg, die Burg bestehend aus einem hohen rechten und einem niedrigeren linken Turm, durch Wehrgang verbunden, 3: in Gold rote Weinkelter, 4: in Schwarz goldener, rotgezungter und -bewehrter, rot bekrönter Löwe, Schildbord 54-fach gold-blau gestückt (geständert).
Wappenbegründung:
Das Wappen vereint die Wappentiere der historischen Territorialherren im Gebiet der fusionierten Verbandsgemeinden Langenlonsheim (Wild- und Rheingrafen: silberner, doppelschwänziger Löwe in Schwarz) und Stromberg (Kurpfalz, Amt Stromberg: goldener, bekrönter Löwe in Schwarz) mit der Stromburg als charakteristischem Baudenkmal und der Weinpresse als Symbol für den Weinbau, während der gold-blaue Schildbord auf das in diesen Farben geschachtete Wappen der Vorderen Grafschaft Sponheim verweist, der Langenlonsheim angehörte.